# Chapour Bakhtiar
Pour les articles homonymes, voir Bakhtiar.
Chapour Bakhtiar (en persan : شاپور بختیار, aussi transcrit Shapour) est un homme politique iranien né le 26 juin 1914 à Chahr-e Kord (Iran) et mort assassiné le 6 août 1991 à Suresnes (France). Il est le dernier Premier ministre d'Iran pendant un peu plus d'un mois, en janvier 1979, lors du dernier gouvernement placé sous l'autorité du chah Mohammad Reza Pahlavi.

## Jeunesse
Chapour Bakhtiar est né en 1914 à Chahr-e Kord, un village proche d'Ispahan, en Iran, fils de Mohammad Reza (Sardar-e-Fateh) et Naz-Baygom, tous deux membres du clan des Bakhtiaris. Le grand-père maternel de Bakhtiar, Najaf-Gholi Samsam ol-Saltaneh, est nommé Premier ministre deux fois, en 1912 puis en 1918. La mère de Bakhtiar meurt quand il a sept ans. Il va à l'école élémentaire à Chahr-e Kord puis au lycée, d'abord à Ispahan puis à Beyrouth (Liban) où il obtient son  baccalauréat français, après avoir suivi sa scolarité dans une école française.
Son père, ministre de la Guerre de Reza Chah, est exécuté sur ordre de ce dernier en 1934.

## Sa période en France
En 1936, il part pour la France. Il obtient un doctorat de sciences politiques à l'université de Paris en 1939 ainsi que des diplômes de droit et de philosophie. Opposé à toute forme de totalitarisme, il se porte volontaire dans les brigades internationales contre le régime de Franco en Espagne. Toujours dans la même idéologie, il s'engage dans  l'armée française à compter de septembre 1939 - il est alors officier sur titre en tant que titulaire de doctorat - et combat l'Allemagne nationale-socialiste au sein du 30e régiment d'artillerie dont la garnison était alors à Orléans durant la bataille de France. Démobilisé en septembre 1940, il vit alors dans la clandestinité et il  participe ensuite à la Résistance française.

## Carrière politique en Iran

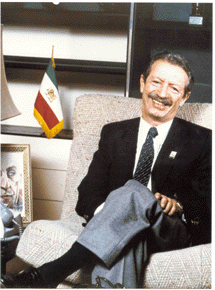
Chahpour Bakhtiar en 1978.

Chapour Bakhtiar retourne en Iran en 1946. En 1951, il est nommé par le ministère du Travail, d'abord en tant que directeur du département du travail de la province d'Ispahan, puis au même poste au Khuzestan, centre de l'industrie pétrolière. En 1953, Mohammad Mossadegh, homme politique de gauche, nationalisant la compagnie nationale pétrolière iranienne, est brièvement au pouvoir en Iran, avant d'être déposé par le gouvernement impérial, placé sous la direction du shah d'Iran, Reza Palevi. Sous le mandat de Mossadegh, Bakhtiar est ministre délégué au Travail. Puis le chah est remis au pouvoir par un coup d'État soutenu par les États-Unis et la Grande-Bretagne (opération Ajax).[pas clair] Dans les années suivantes, Chapour Bakhtiar est emprisonné à plusieurs reprises, pour un total de 6 ans, et torturé pour son opposition au chah. Il devient dirigeant du Front national, alors illégal.
Fin 1978, alors que le pouvoir du chah s'effondre, et parce que Bakhtiar a été un dirigeant de la dissidence, il est choisi pour aider à la création d'un gouvernement civil à la place du gouvernement de salut public qui avait existé jusqu'alors. Il est nommé Premier ministre par le chah, qui fait ainsi une concession à ses opposants, notamment les partisans de l'ayatollah Rouhollah Khomeini. Bien que ceci ait été la cause de son renvoi du Front national, il accepte le poste car il craint une révolution dans laquelle les communistes et les mollahs prendraient le pouvoir dans le pays, ce qui pour lui est synonyme de la ruine de l'Iran. L'opposition ne souhaitant pas faire de compromis, le chah est forcé de quitter l'Iran en janvier 1979. Chapour Bakhtiar quitte clandestinement l'Iran pour la France en avril de la même année à la suite de la chute de son gouvernement, le 10 février 1979, favorisée par la déclaration de neutralité de l'armée dans le conflit opposant ses partisans à ceux de Khomeini.

## Exil en France et assassinat
Depuis Paris, Chapour Bakhtiar mène le Mouvement de résistance nationale de l'Iran, qui lutte politiquement contre la république islamique sur son territoire. Le 18 juillet 1980, il échappe à une tentative d'assassinat à son domicile à Neuilly-sur-Seine, 101 boulevard Bineau, qui coûte la vie à une voisine et à un policier (Jean-Michel Jamme) et en blesse gravement un autre (Bernard Vigna). Anis Naccache, en particulier, est condamné à la perpétuité pour cette tentative, avant d'être libéré et expulsé en juillet 1990. Mais le 6 août 1991, après avoir vécu pendant plusieurs années sous protection policière rue Madiraa à Courbevoie, Bakhtiar est poignardé à treize reprises puis égorgé au couteau par trois assassins en même temps que son secrétaire, Soroush Katibeh, à son domicile de Suresnes, rue Cluseret. Son corps ne sera retrouvé que deux jours après les faits. Neuf hommes sont soupçonnés et jugés le 2 novembre 1994 à la Cour d'assises de Paris : six sont jugés par contumace car en fuite, notamment l'organisateur présumé du crime, Hossein Sheikhattar, conseiller du ministre des Télécommunications iranien. Un des assassins, Ali Vakili Rad (dont il n’est pas prouvé que l'identité soit réelle), arrêté en Suisse le 21 août et extradé en France, est condamné à la réclusion criminelle à perpétuité avec une période de sûreté incompressible de 18 ans. Pendant son procès, il admet avoir été envoyé par le gouvernement iranien pour assassiner Chapour Bakhtiar. Ali Vakili Rad sera libéré le 18 mai 2010 au surlendemain de la libération de la Française Clotilde Reiss retenue en Iran.

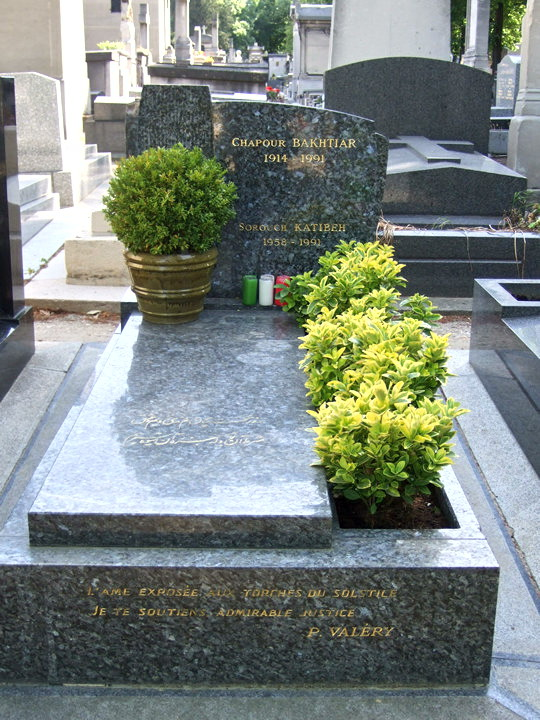
Tombe de Bakhtiar à Montparnasse.

Chapour Bakhtiar est enterré à Paris, au cimetière du Montparnasse, dans la même tombe que son secrétaire, Soroush Katibeh.
En 2025, Mohsen Rafighdoost (en), ancien ministre du Corps des gardiens de la révolution islamique, revendique dans une interview avoir organisé la tentative d'assassinat de Chapour Bakhtiar perpétrée par Naccache et déclare : « C'est moi qui ai donné l'ordre de l'assassiner ».